# Chuck Israels
Charles H. "Chuck" Israels (Nueva York, 10 de agosto de 1936) es un contrabajista y compositor estadounidense de jazz, conocido sobre todo por su trabajo junto al pianista Bill Evans.

## Trayectoria
Estudia música en Cleveland, en la High School of Performing Arts de Nueva York y en el MIT de Boston, donde se hace cargo de la orquesta sinfónica. A partir de 1954 comienza a actuar en la escena jazzística local y pronto toca junto a figuras importantes como Billie Holiday, Max Roach, Tony Scott, Cecil Taylor o John Coltrane. Se traslada después a París (1959-1960) donde toca con Bud Powell y músicos franceses en uno de los clubs de más renombre de Europa, "Le chat qui pêche". Ya de vuelta a nueva York, trabajará con George Russell, Eric Dolphy (1961) y Charlie Byrd (1962), antes de entrar a formar parte del trío del pianista Bill Evans, sustituyendo a otro contrabajista de renombre, Scott LaFaro, permaneciendo cuatro años en esta formación.
Hacia finales de la década de 1960, trabaja asiduamente en orquestas de Broadway, y como compositor y productor musical, para el sello Vanguard. Tras tocar brevemente con Gary Burton, en 1973 forma una big band de diecisiete músicos, denominada "National Jazz Ensemble", en la que militarán instrumentistas como Lew Soloff, Randy Brecker, Jimmy Owens, Michael Lawrence y otros, y que se mantiene con Israels al frente, aunque con cambios en la formación, hasta 1978. La banda dejó grabados dos álbumes Este periodo consolidó su reputación como músico. A partir de ese momento, ralentizó su actividad en la escena jazzística, dedicándose a su trabajo como director de estudios jazzísticos en la Universidad de Washington, aunque realizó algunas grabaciones (con el Kronos Quartet y Rosemary Clooney, por ejemplo).

## Estilo
Suele considerarse a Israels uno de los herederos del estilo moderno de contrabajo que estableció Scott LaFaro, convirtiéndolo en "una especie de guitarra superdimensionada y afinada en registros bajos", Su estilo se fundamentaba, no en el marcaje continuo del tiempo, como era habitual hasta entonces, sino en la búsqueda de nuevas posibilidades sonoras y rítmicas, con un fraseo elegante, delicado y muy melódico.

## Discografía parcial
con Patti Austin
- End of a Rainbow (CTI, 1976)

con Gary Burton
- Something's Coming! (RCA, 1963)

con John Coltrane
- Coltrane Time

con Rosemary Clooney
- Rosemary Clooney Sings Ballads (Concord, 1985)

con Eric Dolphy
- Hi-fly  (1961)
- In Europe (Prestige, 1961)

con Bill Evans
- Nirvana con Herbie Mann (Atlantic, 1962)
- Moon Beams (Riverside, 1962)
- How My Heart Sings! (Riverside, 1962)
- Time Remembered (Milestone, 1963)
- At Shelly's Manne-Hole (Riverside, 1963)
- Trio Live (Verve, 1964)
- Nardis  (1964)
- Waltz for Debby con Monica Zetterlund (Philips, 1964)
- Trio '65 (Verve, 1965)
- Come Rain or Come Shine (Verve, 1965)
- Bill Evans Trio with Symphony Orchestra (Verve, 1965)
- Bill Evans at Town Hall (Verve, 1966)
- I should care (Verve, 1966)

con Don Friedman
- A Day in the City (Riverside, 1961)
- Circle Waltz (Riverside, 1962)

con Stan Getz
- Getz au Go-Go

con Herbie Hancock
- My Point of View (Blue Note, 1963)

con J. J. Johnson
- JJ's Broadway

con Kronos Quartet
- Black and Tan Fantasy (1984)

con Rod Levitt
- Insight
- Solid Ground

con George Russell
- George Russell Sextet at the Five Spot (Decca, 1960)
- Stratusphunk (Riverside, 1960)
- George Russell Sextet in K.C. (Decca, 1961)

con Gábor Szabó
- Mizrab (CTI, 1972)